# Swedish Open
Swedish Open (sponsoreret af Nordea) er en ATP Tour 250 tennisturnering på ATP Touren for mændene og en WTA 125 tennisturnering for kvinderne afholdt i Båstad, Sverige i juli.

## Tidligere finaler

### Herresingle
| År                     | Vinder                                 | Finalist                               | Score                                  |
| ---------------------- | -------------------------------------- | -------------------------------------- | -------------------------------------- |
| 1948                   | Eric Sturgess                          | Enrique Morea                          | 6–2, 7–5, 6–4                          |
| 1949                   | Eric Sturgess (2)                      | Torsten Johansson                      | 6–1, 6–0, 6–4                          |
| 1950                   | Eric Sturgess (3)                      | Torsten Johansson                      | 5–7, 7–5, 6–3, 6–4                     |
| 1951                   | Felicisimo Ampon                       | Raymundo Deyro                         | 9–7, 6–0, 6–1                          |
| 1952                   | Budge Patty                            | Mervyn Rose                            | 6–4, 6–3, 4–6, 6–3                     |
| 1953                   | Budge Patty (2)                        | Sven Davidson                          | 6–4, 7–5, 6–8, 6–4                     |
| 1954                   | Budge Patty (3)                        | Rex Hartwig                            | 7–5, 2–6, 3–6, 8–6, 6–4                |
| 1955                   | Ham Richardson                         | Mervyn Rose                            | 4–6, 6–2, 6–4, 6–2                     |
| 1956                   | Ken Rosewall                           | Kurt Nielsen                           | 7–5, 6–3, 6–1                          |
| 1957                   | Ulf Schmidt                            | Sven Davidson                          | 4–6, 6–4, 6–3, 6–3                     |
| 1958                   | Ashley Cooper                          | Mervyn Rose                            | 2–6, 2–6, 6–3, 6–4, 6–3                |
| 1959                   | Luis Ayala                             | Ramanathan Krishnan                    | 6–1, 6–1, 5–7, 6–1                     |
| 1960                   | Luis Ayala (2)                         | Ramanathan Krishnan                    | 6–1, 6–0, 6–4                          |
| 1961                   | Ulf Schmidt (2)                        | Neale Fraser                           | 6–3, 6–4, 7–5                          |
| 1962                   | Manuel Santana                         | Jan-Erik Lundqvist                     | 4–6, 5–7, 6–4, 7–5, 6–3                |
| 1963                   | Jan-Erik Lundqvist                     | Boro Jovanović                         | 6–4, 7–5, 6–4                          |
| 1964                   | Roy Emerson                            | Nikola Pilić                           | 1–6, 7–5, 6–1, 6–2                     |
| 1965                   | Manuel Santana (2)                     | Roy Emerson                            | 6–1, 6–1, 6–4                          |
| 1966                   | Alexander Metreveli                    | Manuel Santana                         | 3–6, 2–6, 6–1, 7–5, 6–4                |
| 1967                   | Martin Mulligan                        | Emerson, Lundqvist, Okker              | Round robin                            |
| ↓ Open era ↓           |                                        |                                        |                                        |
| 1968                   | Martin Mulligan                        | Ion Țiriac                             | 8–6, 6–4, 6–4                          |
| 1969                   | Manuel Santana (3)                     | Ion Țiriac                             | 8–6, 6–4, 6–1                          |
| ↓ Grand Prix circuit ↓ |                                        |                                        |                                        |
| 1970                   | Dick Crealy                            | Georges Goven                          | 6–3, 6–1, 6–1                          |
| 1971                   | Ilie Năstase                           | Jan Leschly                            | 6–7, 6–2, 6–1, 6–4                     |
| 1972                   | Manuel Orantes                         | Ilie Năstase                           | 6–4, 6–3, 6–1                          |
| 1973                   | Stan Smith                             | Manuel Orantes                         | 6–4, 6–2, 7–6                          |
| 1974                   | Björn Borg                             | Adriano Panatta                        | 6–3, 6–0, 6–7, 6–3                     |
| 1975                   | Manuel Orantes (2)                     | José Higueras                          | 6–0, 6–3                               |
| 1976                   | Tonino Zugarelli                       | Corrado Barazzutti                     | 4–6, 7–5, 6–2                          |
| 1977                   | Corrado Barazzutti                     | Balázs Taróczy                         | 7–6, 6–7, 6–2                          |
| 1978                   | Björn Borg (2)                         | Corrado Barazzutti                     | 6–1, 6–2                               |
| 1979                   | Björn Borg (3)                         | Balázs Taróczy                         | 6–1, 7–5                               |
| 1980                   | Balázs Taróczy                         | Tony Giammalva                         | 6–3, 3–6, 7–6                          |
| 1981                   | Thierry Tulasne                        | Anders Järryd                          | 6–2, 6–3                               |
| 1982                   | Mats Wilander                          | Henrik Sundström                       | 6–4, 6–4                               |
| 1983                   | Mats Wilander (2)                      | Anders Järryd                          | 6–1, 6–2                               |
| 1984                   | Henrik Sundström                       | Anders Järryd                          | 3–6, 7–5, 6–3                          |
| 1985                   | Mats Wilander (3)                      | Stefan Edberg                          | 6–1, 6–0                               |
| 1986                   | Emilio Sánchez                         | Mats Wilander                          | 7–6, 4–6, 6–4                          |
| 1987                   | Joakim Nyström                         | Stefan Edberg                          | 4–6, 6–0, 6–3                          |
| 1988                   | Marcelo Filippini                      | Francesco Cancellotti                  | 2–6, 6–4, 6–4                          |
| 1989                   | Paolo Canè                             | Bruno Orešar                           | 7–6, 7–6                               |
| ↓ ATP Tour 250 ↓       |                                        |                                        |                                        |
| 1990                   | Richard Fromberg                       | Magnus Larsson                         | 6–2, 7–6                               |
| 1991                   | Magnus Gustafsson                      | Alberto Mancini                        | 6–1, 6–2                               |
| 1992                   | Magnus Gustafsson (2)                  | Tomás Carbonell                        | 5–7, 7–5, 6–4                          |
| 1993                   | Horst Skoff                            | Ronald Agénor                          | 7–5, 1–6, 6–0                          |
| 1994                   | Bernd Karbacher                        | Horst Skoff                            | 6–4, 6–3                               |
| 1995                   | Fernando Meligeni                      | Christian Ruud                         | 6–4, 6–4                               |
| 1996                   | Magnus Gustafsson (3)                  | Andriy Medvedev                        | 6–1, 6–3                               |
| 1997                   | Magnus Norman                          | Juan Antonio Marín                     | 7–5, 6–2                               |
| 1998                   | Magnus Gustafsson (4)                  | Andriy Medvedev                        | 6–2, 6–3                               |
| 1999                   | Juan Antonio Marín                     | Andreas Vinciguerra                    | 6–4, 7–6(7–4)                          |
| 2000                   | Magnus Norman (2)                      | Andreas Vinciguerra                    | 6–1, 7–6(8–6)                          |
| 2001                   | Andrea Gaudenzi                        | Bohdan Ulihrach                        | 7–5, 6–3                               |
| 2002                   | Carlos Moyá                            | Younes El Aynaoui                      | 6–3, 2–6, 7–5                          |
| 2003                   | Mariano Zabaleta                       | Nicolás Lapentti                       | 6–3, 6–4                               |
| 2004                   | Mariano Zabaleta (2)                   | Gastón Gaudio                          | 6–1, 4–6, 7–6(7–4)                     |
| 2005                   | Rafael Nadal                           | Tomáš Berdych                          | 2–6, 6–2, 6–4                          |
| 2006                   | Tommy Robredo                          | Nikolay Davydenko                      | 6–2, 6–1                               |
| 2007                   | David Ferrer                           | Nicolás Almagro                        | 6–1, 6–2                               |
| 2008                   | Tommy Robredo                          | Tomáš Berdych                          | 6–4, 6–1                               |
| 2009                   | Robin Söderling                        | Juan Mónaco                            | 6–3, 7–6(7–4)                          |
| 2010                   | Nicolás Almagro                        | Robin Söderling                        | 7–5, 3–6, 6–2                          |
| 2011                   | Robin Söderling (2)                    | David Ferrer                           | 6–2, 6–2                               |
| 2012                   | David Ferrer (2)                       | Nicolás Almagro                        | 6–2, 6–2                               |
| 2013                   | Carlos Berlocq                         | Fernando Verdasco                      | 7–5, 6–1                               |
| 2014                   | Pablo Cuevas                           | João Sousa                             | 6–2, 6–1                               |
| 2015                   | Benoît Paire                           | Tommy Robredo                          | 7–6(9–7), 6–3                          |
| 2016                   | Albert Ramos Viñolas                   | Fernando Verdasco                      | 6–3, 6–4                               |
| 2017                   | David Ferrer (3)                       | Alexandr Dolgopolov                    | 6–4, 6–4                               |
| 2018                   | Fabio Fognini                          | Richard Gasquet                        | 6–3, 3–6, 6–1                          |
| 2019                   | Nicolás Jarry                          | Juan Ignacio Londero                   | 7–6(9–7), 6–4                          |
| 2020                   | Cancelled due to the COVID-19 pandemic | Cancelled due to the COVID-19 pandemic | Cancelled due to the COVID-19 pandemic |
| 2021                   | Casper Ruud                            | Federico Coria                         | 6–3, 6–3                               |
| 2022                   | Francisco Cerúndolo                    | Sebastián Báez                         | 7–6(7–4), 6–2                          |
| 2023                   | Andrey Rublev                          | Casper Ruud                            | 7–6(7–3), 6–0                          |
| 2024                   | Nuno Borges                            | Rafael Nadal                           | 6–3, 6–2                               |
| 2025                   | Luciano Darderi                        | Jesper de Jong                         | 6–4, 3–6, 6–3                          |

### Herredouble
| År                     | Vinder                                 | Finalist                               | Score                                  |
| ---------------------- | -------------------------------------- | -------------------------------------- | -------------------------------------- |
| 1954                   | Ken Rosewall Rex Hartwig               | Tony Trabert Budge Patty               | 12–14, 8–6, 6–1, 6–3                   |
| 1955–57 not held       |                                        |                                        |                                        |
| 1958                   | Mervyn Rose Ashley Cooper              | Francisco Contreras Mario Llamas       | 6–2, 6–1, 6–2                          |
| 1959                   | Luis Ayala Ramanathan Krishnan         | Sven Davidson Torsten Johansson        | 7–5, 6–3, 3–6, 6–1                     |
| 1960–68 not held       |                                        |                                        |                                        |
| 1969                   | Ilie Năstase Ion Țiriac                | Manuel Orantes Manuel Santana          | 6–3, 6–4                               |
| ↓ Grand Prix circuit ↓ |                                        |                                        |                                        |
| 1970                   | Dick Crealy Allan Stone                | Željko Franulović Jan Kodeš            | 6–2, 2–6, 12–10                        |
| 1971                   | Ilie Năstase (2) Ion Țiriac (2)        | Jaime Pinto Bravo Butch Seewagen       | 7–6, 6–1                               |
| 1972 not held          |                                        |                                        |                                        |
| 1973                   | Nikola Pilić Stan Smith                | Bob Carmichael Frew McMillan           | 2–6, 6–4, 6–4                          |
| 1974                   | Paolo Bertolucci Adriano Panatta       | Ove Nils Bengtson Björn Borg           | 3–6, 6–2, 6–4                          |
| 1975                   | Ove Nils Bengtson Björn Borg           | Juan Gisbert Manuel Orantes            | 7–6, 7–5                               |
| 1976                   | Fred McNair Sherwood Stewart           | Wojtek Fibak Juan Gisbert              | 6–3, 6–4                               |
| 1977                   | Mark Edmondson John Marks              | Jean-Louis Haillet François Jauffret   | 6–4, 6–0                               |
| 1978                   | Bob Carmichael Mark Edmondson (2)      | Péter Szőke Balázs Taróczy             | 7–5, 6–4                               |
| 1979                   | Heinz Günthardt Bob Hewitt             | Mark Edmondson John Marks              | 6–2, 6–2                               |
| 1980                   | Heinz Günthardt (2) Markus Günthardt   | John Feaver Peter McNamara             | 6–4, 6–4                               |
| 1981                   | Mark Edmondson (3) John Fitzgerald     | Anders Järryd Hans Simonsson           | 2–6, 7–5, 6–0                          |
| 1982                   | Anders Järryd Hans Simonsson           | Joakim Nyström Mats Wilander           | 0–6, 6–3, 7–6                          |
| 1983                   | Joakim Nyström Mats Wilander           | Anders Järryd Hans Simonsson           | 1–6, 7–6, 7–6                          |
| 1984                   | Jan Gunnarsson Michael Mortensen       | Juan Avendaño Fernando Roese           | 6–0, 6–0                               |
| 1985                   | Stefan Edberg Anders Järryd (2)        | Sergio Casal Emilio Sánchez            | 6–0, 7–6                               |
| 1986                   | Sergio Casal Emilio Sánchez            | Craig Campbell Joey Rive               | 6–4, 6–2                               |
| 1987                   | Stefan Edberg (2) Anders Järryd (3)    | Emilio Sánchez Javier Sánchez          | 7–6, 6–3                               |
| 1988                   | Patrick Baur Udo Riglewski             | Stefan Edberg Niclas Kroon             | 6–7, 6–3, 7–6                          |
| 1989                   | Per Henricsson Nicklas Utgren          | Josef Čihák Karel Nováček              | 7–5, 6–2                               |
| ↓ ATP Tour 250 ↓       |                                        |                                        |                                        |
| 1990                   | Ronnie Båthman Rikard Bergh            | Jan Gunnarsson Udo Riglewski           | 6–1, 6–4                               |
| 1991                   | Ronnie Båthman (2) Rikard Bergh (2)    | Magnus Gustafsson Anders Järryd        | 6–4, 6–4                               |
| 1992                   | Tomás Carbonell Christian Miniussi     | Christian Bergström Magnus Gustafsson  | 6–4, 7–5                               |
| 1993                   | Henrik Holm Anders Järryd (4)          | Brian Devening Tomas Nydahl            | 6–1, 3–6, 6–3                          |
| 1994                   | Jan Apell Jonas Björkman               | Nicklas Kulti Mikael Tillström         | 6–2, 6–3                               |
| 1995                   | Jan Apell (2) Jonas Björkman (2)       | Jon Ireland Andrew Kratzmann           | 6–3, 6–0                               |
| 1996                   | David Ekerot Jeff Tarango              | Joshua Eagle Peter Nyborg              | 6–4, 3–6, 6–4                          |
| 1997                   | Nicklas Kulti Mikael Tillström         | Magnus Gustafsson Magnus Larsson       | 6–0, 6–3                               |
| 1998                   | Magnus Gustafsson Magnus Larsson       | Lan Bale Piet Norval                   | 6–4, 6–2                               |
| 1999                   | David Adams Jeff Tarango (2)           | Nicklas Kulti Mikael Tillström         | 7–6(8–6), 6–4                          |
| 2000                   | Nicklas Kulti (2) Mikael Tillström (2) | Andrea Gaudenzi Diego Nargiso          | 4–6, 6–2, 6–3                          |
| 2001                   | Karsten Braasch Jens Knippschild       | Simon Aspelin Andrew Kratzmann         | 7–6(3), 4–6, 7–6(7–5)                  |
| 2002                   | Jonas Björkman (3) Todd Woodbridge     | Paul Hanley Michael Hill               | 7–6(8–6), 6–4                          |
| 2003                   | Simon Aspelin Massimo Bertolini        | Lucas Arnold Mariano Hood              | 6–7(3–7), 6–0, 6–4                     |
| 2004                   | Mahesh Bhupathi Jonas Björkman (4)     | Simon Aspelin Todd Perry               | 4–6, 7–6(7–2), 7–6(8–6)                |
| 2005                   | Jonas Björkman (5) Joachim Johansson   | José Acasuso Sebastián Prieto          | 6–2 6–3                                |
| 2006                   | Jonas Björkman (6) Thomas Johansson    | Christopher Kas Oliver Marach          | 6–3, 4–6, [10–4]                       |
| 2007                   | Simon Aspelin (2) Julian Knowle        | Martín García Sebastián Prieto         | 6–2, 6–4                               |
| 2008                   | Jonas Björkman (7) Robin Söderling     | Johan Brunström Jean-Julien Rojer      | 6–2, 6–2                               |
| 2009                   | Jaroslav Levinský Filip Polášek        | Robert Lindstedt Robin Söderling       | 1–6, 6–3, [10–7]                       |
| 2010                   | Robert Lindstedt Horia Tecău           | Andreas Seppi Simone Vagnozzi          | 6–4, 7–5                               |
| 2011                   | Robert Lindstedt (2) Horia Tecău (2)   | Simon Aspelin Andreas Siljeström       | 6–3, 6–3                               |
| 2012                   | Robert Lindstedt (3) Horia Tecău (3)   | Alexander Peya Bruno Soares            | 6–3, 7–6(7–5)                          |
| 2013                   | Nicholas Monroe Simon Stadler          | Carlos Berlocq Albert Ramos            | 6–2, 3–6, [10–3]                       |
| 2014                   | Johan Brunström Nicholas Monroe (2)    | Jérémy Chardy Oliver Marach            | 4–6, 7–6(7–5), [10–7]                  |
| 2015                   | Jérémy Chardy Łukasz Kubot             | Juan Sebastián Cabal Robert Farah      | 6–7(6–8), 6–3, [10–8]                  |
| 2016                   | Marcel Granollers David Marrero        | Marcus Daniell Marcelo Demoliner       | 6–2, 6–3                               |
| 2017                   | Julian Knowle Philipp Petzschner       | Sander Arends Matwé Middelkoop         | 6–2, 3–6, [10–7]                       |
| 2018                   | Julio Peralta Horacio Zeballos         | Simone Bolelli Fabio Fognini           | 6–3, 6–4                               |
| 2019                   | Sander Gillé Joran Vliegen             | Federico Delbonis Horacio Zeballos     | 6–7(5–7), 7–5, [10–5]                  |
| 2020                   | Cancelled due to the COVID-19 pandemic | Cancelled due to the COVID-19 pandemic | Cancelled due to the COVID-19 pandemic |
| 2021                   | Sander Arends David Pel                | Andre Begemann Albano Olivetti         | 6–4, 6–2                               |
| 2022                   | David Vega Hernández Rafael Matos      | Simone Bolelli Fabio Fognini           | 6–4, 3–6, [13–11]                      |
| 2023                   | Gonzalo Escobar Aleksandr Nedovyesov   | Francisco Cabral Rafael Matos          | 6–2, 6–2                               |
| 2024                   | Orlando Luz Rafael Matos (2)           | Manuel Guinard Gregoire Jacq           | 7–5, 6–4                               |
| 2025                   | Guido Andreozzi Sander Arends          | Adam Pavlásek Jan Zieliński            | 6–7(4–7), 7–5, [10–6]                  |

### Damesingle

#### 1948 – i dag
| År                             | Vinder                                 | Finalist                               | Score                                  |
| ------------------------------ | -------------------------------------- | -------------------------------------- | -------------------------------------- |
| 1948                           | Hilde Sperling                         | Jadwiga Jędrzejowska                   | 8–6, 0–6, 6–1                          |
| 1949                           | Thelma Long                            | Hilde Sperling                         | 6–2, 6–3                               |
| 1950                           | Thelma Long (2)                        | Hilde Sperling                         | 3–6, 6–2, 6–4                          |
| 1951                           | Nancye Wynne Bolton                    | Solveig Gustafsson                     | 6–3, 6–1                               |
| 1952                           | Hazel Redick-Smith                     | Julia Wipplinger                       | 6–2, 8–6                               |
| 1953                           | Maureen Connolly                       | Julia Sampson                          | 6–1, 6–3                               |
| 1954                           | Birgit Sandén                          | Milly Vagn Nielsen                     | 6–2, 6–2                               |
| 1955                           | Doris Hart                             | Ruth Kaufman                           | 6–3, 9–7                               |
| 1956                           | Angela Buxton                          | Birgit Sandén                          | 3–6, 6–3, 6–4                          |
| 1957                           | Shirley Bloomer                        | Yola Ramírez                           | 7–5, 6–4                               |
| 1958                           | Heather Segal                          | Karol Fageros                          | 2–6, 6–0, 6–0                          |
| 1959                           | Beverly Baker Fleitz                   | Joan Johnson                           | 6–4, 6–1                               |
| 1960                           | Lea Pericoli                           | Silvana Lazzarino                      | 3–6, 7–5, 6–2                          |
| 1961                           | Belmar Gundersen                       | Ulla Löthberg                          | 6–1, 6–2                               |
| 1962                           | Maria Bueno                            | Ulla Sandulf                           | 6–2, 6–0                               |
| 1963                           | Edda Buding                            | Maria Teresa Riedl                     | 6–1, 7–5                               |
| 1964                           | Donna Fales                            | Ulla Sandulf                           | 6–3, 5–7, 6–3                          |
| 1965                           | Christina Sandberg                     | Leena Ahonen                           | 6–8, 6–4, 6–4                          |
| 1966                           | Christina Sandberg (2)                 | Katarina Bartholdson                   | 6–4, 6–1                               |
| 1967                           | Françoise Dürr                         | Rosie Casals                           | 7–5, 2–6, 6–2                          |
| 1968                           | Julie Heldman                          | Kathleen Harter                        | default                                |
| 1969                           | Peaches Bartkowicz                     | Christina Sandberg                     | 5–7, 6–4, 6–2                          |
| 1970                           | Peaches Bartkowicz (2)                 | Ingrid Bentzer                         | 6–1, 6–1                               |
| 1971                           | Helga Masthoff                         | Ingrid Bentzer                         | 4–6, 6–1, 6–3                          |
| 1972                           | Ingrid Bentzer                         | Christina Sandberg                     | 2–6, 6–3, 8–6                          |
| 1973                           | Glynis Coles                           | Christina Sandberg                     | 4–6, 6–4, 6–3                          |
| 1974                           | Sue Barker                             | Marijke Schaar                         | 6–1, 7–5                               |
| 1975                           | Sue Barker (2)                         | Helga Niessen Masthoff                 | 6–4, 6–0                               |
| 1976                           | Renáta Tomanová                        | Helena Anliot                          | 6–3, 6–2                               |
| 1977                           | Florența Mihai                         | Mary Struthers                         | 6–4, 6–4                               |
| 1978                           | Elly Appel-Vessies                     | Sylvia Hanika                          | 6–2, 6–4                               |
| 1979                           | Elisabeth Ekblom                       | Lena Sandin                            | 7–6, 6–3                               |
| 1980                           | Virginia Ruzici                        | Nina Bohm                              | 6–2, 7–5                               |
| 1981                           | Lena Sandin                            | Catrin Jexell                          | 6–2, 7–6                               |
| 1982                           | Lena Sandin (2)                        | Manuela Maleeva                        | 6–7, 7–5, 6–3                          |
| 1983                           | Virginia Ruzici (2)                    | Carin Anderholm                        | 6–2, 6–3                               |
| 1984                           | Anette Gulley                          | Carin Anderholm                        | 4–6, 6–4, 6–4                          |
| 1985                           | Maria Lindström                        | Olga Votavová                          | 4–6, 6–3, 7–5                          |
| 1986                           | Catarina Lindqvist                     | Catrin Jexell                          | 6–2, 6–0                               |
| 1987                           | Sandra Cecchini                        | Catarina Lindqvist                     | 6–4, 6–4                               |
| 1988                           | Isabel Cueto                           | Sandra Cecchini                        | 7–5, 6–1                               |
| 1989                           | Katerina Maleeva                       | Sabine Hack                            | 6–1, 6–3                               |
| 1990                           | Sandra Cecchini (2)                    | Csilla Bartos                          | 6–1, 6–2                               |
| 1991–2008 not held             |                                        |                                        |                                        |
| 2009                           | María José Martínez Sánchez            | Caroline Wozniacki                     | 7–5, 6–4                               |
| 2010                           | Aravane Rezaï                          | Gisela Dulko                           | 6–3, 4–6, 6–4                          |
| 2011                           | Polona Hercog                          | Johanna Larsson                        | 6–4, 7–5                               |
| 2012                           | Polona Hercog (2)                      | Mathilde Johansson                     | 0–6, 6–4, 7–5                          |
| 2013                           | Serena Williams                        | Johanna Larsson                        | 6–4, 6–1                               |
| 2014                           | Mona Barthel                           | Chanelle Scheepers                     | 6–3, 7–6(7–3)                          |
| 2015                           | Johanna Larsson                        | Mona Barthel                           | 6–3, 7–6(7–2)                          |
| 2016                           | Laura Siegemund                        | Kateřina Siniaková                     | 7–5, 6–1                               |
| 2017                           | Kateřina Siniaková                     | Caroline Wozniacki                     | 6–3, 6–4                               |
| 2018 not held                  |                                        |                                        |                                        |
| ↓ WTA 125K series tournament ↓ |                                        |                                        |                                        |
| 2019                           | Misaki Doi                             | Danka Kovinić                          | 6–4, 6–4                               |
| 2020                           | Cancelled due to the COVID-19 pandemic | Cancelled due to the COVID-19 pandemic | Cancelled due to the COVID-19 pandemic |
| 2021                           | Nuria Párrizas Díaz                    | Olga Govortsova                        | 6–2, 6–2                               |
| 2022                           | Jang Su-jeong                          | Rebeka Masarova                        | 3–6, 6–3, 6–1                          |
| 2023                           | Olga Danilović                         | Emma Navarro                           | 7–6(7–4), 3–6, 6–3                     |
| 2024                           | Martina Trevisan                       | Ann Li                                 | 6–2, 6–2                               |
| 2025                           | Elisabetta Cocciaretto                 | Katarzyna Kawa                         | 6–3, 6–4                               |

### Damedouble
| År                             | Vinder                                             | Finalist                                           | Score                               |
| ------------------------------ | -------------------------------------------------- | -------------------------------------------------- | ----------------------------------- |
| 2009                           | Gisela Dulko Flavia Pennetta                       | Nuria Llagostera Vives María José Martínez Sánchez | 6–2, 0–6, 10–5                      |
| 2010                           | Gisela Dulko (2) Flavia Pennetta (2)               | Renata Voráčová Barbora Záhlavová-Strýcová         | 7–6(7–0), 6–0                       |
| 2011                           | Lourdes Domínguez Lino María José Martínez Sánchez | Nuria Llagostera Vives Arantxa Parra Santonja      | 6–3, 6–3                            |
| 2012                           | Catalina Castaño Mariana Duque Mariño              | Eva Hrdinová Mervana Jugić-Salkić                  | 4–6, 7–5, [10–5]                    |
| 2013                           | Anabel Medina Garrigues Klára Zakopalová           | Alexandra Dulgheru Flavia Pennetta                 | 6–1, 6–4                            |
| 2014                           | Andreja Klepač María Teresa Torró Flor             | Jocelyn Rae Anna Smith                             | 6–1, 6–1                            |
| 2015                           | Kiki Bertens Johanna Larsson                       | Tatjana Maria Olga Savchuk                         | 7–5, 6–4                            |
| 2016                           | Andreea Mitu Alicja Rosolska                       | Lesley Kerkhove Lidziya Marozava                   | 6–3, 7–5                            |
| 2017                           | Quirine Lemoine Arantxa Rus                        | María Irigoyen Barbora Krejčíková                  | 3–6, 6–3, [10–8]                    |
| 2018 not held                  |                                                    |                                                    |                                     |
| ↓ WTA 125K series tournament ↓ |                                                    |                                                    |                                     |
| 2019                           | Misaki Doi Natalia Vikhlyantseva                   | Alexa Guarachi Danka Kovinić                       | 7–5, 6–7(4–7), [10–7]               |
| 2020                           | Aflyst grundet Coronaviruspandemien                | Aflyst grundet Coronaviruspandemien                | Aflyst grundet Coronaviruspandemien |
| 2021                           | Mirjam Björklund Leonie Küng                       | Tereza Mihalíková Kamilla Rakhimova                | 5–7, 6–3, [10–5]                    |
| 2022                           | Misaki Doi (2) Rebecca Peterson                    | Mihaela Buzărnescu Irina Khromacheva               | WO                                  |
| 2023                           | Irina Khromacheva Panna Udvardy                    | Eri Hozumi Jang Su-jeong                           | 4–6, 6–3, [10–5]                    |
| 2024                           | Peangtarn Plipuech Tsao Chia-yi                    | María Lourdes Carlé Julia Riera                    | 7–5, 6–3                            |
| 2025                           | Jesika Malečková Miriam Škoch                      | Irene Burillo Berfu Cengiz                         | 6–4, 6–3                            |